# Талкауано (Чили)
Талкауано е град в Чили. Населението на града е 171 383 души (по преброяване от 2002 г.).